# Provincie Seccu

Mapa japonských provincií se zvýrazněnou provincií Seccu

Provincie Seccu (japonsky: 摂津国; Seccu no kuni) byla stará japonská provincie, na jejímž území se dnes rozkládá východní část prefektury Hjógo a severní část prefektury Ósaka. Byla také známá jako provincie Cu (津国, Cu no kuni) nebo Seššú (摂州). Seccu sousedila s provinciemi Harima, Izumi, Jamaširo, Kawači a Tanba.
Hlavními středisky provincie byly Ósaka a hrad Ósaka. Během období Sengoku ovládal Seccu a sousední provincie Izumi a Kawači klan Mijoši až do doby, kdy je dobyl Nobunaga Oda. Následně v provinciích vládl Hidejoši Tojotomi. Když vypukly spory mezi regenty Hidejošiho syna a když Micunari Išida prohrál bitvu u Sekigahary, připadla celá oblast příbuzným Iejasua Tokugawy. Provincie byla rozdělena do několika lén (han).